# Alessandra Fratoni
Alessandra Fratoni (30 de dezembro de 1981) é uma jogadora de voleibol feminino brasileira, que atuava como meia.
Ela fez parte da Seleção Brasileira de Voleibol Feminino no Campeonato Mundial Feminino de Voleibol da FIVB de 2002, na Alemanha.
Em nível de clube, ela jogou com São Caetano EC e VK Baku na Copa do Desafio Feminino CEV de 2012.

## Clubes
| Clube                                     | A partir de | Para      |
| ----------------------------------------- | ----------- | --------- |
| Brasil Esporte Clube Pinheiros            | 1998-1999   | 1999-2000 |
| Brasil São Caetano                        | 2000-2001   | 2001-2002 |
| Brasil Sociedade Esportiva Bandeirante    | 2002-2003   | 2002-2003 |
| Itália Volei Airone Tortolì               | 2003-2004   | 2003-2004 |
| Itália Voleibol Clube Pádua               | 2004-2005   | 2004-2005 |
| Itália Pallavolo Civitanova Marche        | 2005-2006   | 2005-2006 |
| Itália Nova equipe de vôlei Castelfidardo | 2006-2007   | 2006-2007 |
| Itália Voleibol Clube Milano              | 2007-2008   | 2007-2008 |
| Itália Pallavolo Volta                    | 2008-2009   | 2008-2009 |
| Itália Verona Vôlei                       | 2009-2010   | 2009-2010 |
| Itália Vôlei de Crema                     | 2010-2011   | 2010-2011 |
| Azerbaijão VC Baku                        | 2011-2012   | 2011-2012 |